# Te Ururoa Flavell

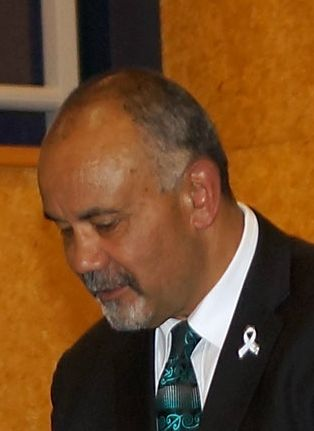
Te Ururoa Flavell (2012)

Te Ururoa James William Ben Flavell (* 7. Dezember 1955 in Tokoroa, Neuseeland) ist ein neuseeländischer Politiker der Māori Party und war vom 30. Juli 2013 bis zum 23. September 2017 einer ihrer Co-Vorsitzenden. 

## Leben
Te Ururoa Flavell wurde am 7. Dezember 1955 als Sohn der Eheleute Miria Leonard und James Benjamin Flavell in Tokoroa geboren. Sein Vater, der starb als Te Ururoa neuen Jahre alt war, betrieb dort einen Billard-Saloon. Flavell verbrachte die ersten sieben Jahre an seinem Geburtsort. Dann zog die Familie nach Rotorua. Seine Schulausbildung erhielt Flavell an der Ngongotaha Primary School in Rotorua und ab 1969 an der St Stephen's School in Auckland. 1974 ging er zum Auckland Secondary Teachers' College und absolvierte dort nach drei Jahren mit einem Teaching Diploma. In Kaikōura arbeitete er an der Kaikōura High School als Sportlehrer und begann anschließend ein Studium an der University of Auckland, das er 1982 mit einem Bachelor of Arts beendete. Danach arbeitete er 1983 kurz in Hamilton am Fairfield College und absolvierte sein Studium an der University of Waikato 1984 mit einem Master of Arts.
Weitere Tätigkeiten als Lehrer und Leiter von Schulen folgten in Taupō, New Plymouth, Auckland und Whakatāne. Im Jahr 2001 gründete er dann seine eigene Firma, die Te Matakahi Ltd, ein Beratungsunternehmen.

## Politik
Flavell war auch in der politischen Auseinandersetzung zum Thema Foreshore and Seabed involviert und in der Protestbewegung aktiv, was ihn schließlich mit zum Gründungsmitglied der im Jahr 2004 gegründete Māori Party machte. Ein Jahr später, im September 2005 gewann Flavell dann den Māori-Wahlkreis Waiariki, den er bis zum September 2017 hielt und dann gegen einen Kandidaten der New Zealand Labour Party verlor.
Während seiner Zeit im Neuseeländischen Parlament war Flavell von Oktober 2014 bis Oktober 2017 Minister für Māori Development, Minister für Whānau Ora (Familiengesundheit) und Associate Minister für Economic Development. Des Weiteren war er Mitglied in zahlreichen parlamentarischen Komitees und von Juli 2013 bis zum September 2017 übernahm er den Co-Vorsitz in seiner Partei.
Nachdem die Māori Party im September 2017 alle Parlamentssitze verloren hatte, zog sich Flavell vom Parteivorsitz zurück und verließ die Politik im Juli 2018. Er übernahm daraufhin die Funktion des CEO von Te Wānanga o Aotearoa, einer neuseeländischen Bildungseinrichtung für Māori.

## Familie
Flavell lebt mit seiner Frau Erana Hond in Rotorua. Aus der Ehe gingen fünf Kinder hervor.